# Papirus 31
Papirus 31 (według numeracji Gregory-Aland), oznaczany symbolem {\displaystyle {\mathfrak {P}}^{31}} – grecki rękopis Nowego Testamentu, spisany w formie kodeksu na papirusie. Paleograficznie datowany jest na VII wiek. Zawiera niewielki fragment Listu do Rzymian.

## Opis
Zachował się jedynie fragment kodeksu z tekstem List do Rzymian 12,3–8. Druga strona jest nie zapisana. Litery są średniej wielkości, nomina sacra pisane są skrótami. Hunt był zdania, że stanowił lekcjonarz. Aland sugerował, że stanowił talizman.

## Tekst
Tekst grecki rękopisu reprezentuje tekst aleksandryjski, Kurt Aland zaklasyfikował go do kategorii II. Tekst zgodny z Kodeksem Synajskim.

## Historia
Rękopis został zakupiony w Egipcie dla lorda Crawforda. Pierwotne pochodzenie jest nieznane, jednak przypuszcza się, że manuskrypt mógł zostać znaleziony w Oxyrhynchus. Zakupu dokonał Hunt, który opublikował jego tekst w 1911 roku. Ernst von Dobschütz umieścił go na liście rękopisów Nowego Testamentu, w grupie papirusów, dając mu numer 31.
Hunt datował go na koniec VI, lub początek VII wieku. Aland datował go na VII wiek.
Obecnie przechowywany jest w John Rylands University Library w Manchesterze (Gr. P. 4).